# Ultimate Play The Game
Ultimate Play The Game (občas zkracované jen na Ultimate) byla společnost vyvíjející počítačové hry a videohry v rané éře domácích počítačů, ve skutečnosti to byl obchodní název softwarové firmy Ashby Computers & Graphics Ltd. (ACG), kterou založili v roce 1982 bratři Tim a Chris Stamperové, bývalí vývojáři her pro herní automaty. Ultimate vytvořila mnoho úspěšných herních titulů pro Sinclair ZX Spectrum, Amstrad CPC, BBC Micro, MSX a Commodore 64. Společnost ukončila činnost v roce 1987, obchodní známku odkoupila firma U.S. Gold a Tom s Chrisem založili firmu Rare, která vyrábí hry pro herní konzole.
Firma je známá neobvyklým množstvím původních hitů, které ve své historii vyrobila. V českém časopise zachytil éru her pro ZX Spectrum František Fuka článkem Ultimate a její tři revoluce.

## Seznam her
Hry pro ZX Spectrum:
- Jetpac (1983)
- PSSST (1983)
- Atic Atac (1983)
- Cookie (1983)
- Mire Mare (1983)
- Sabre Wulf (1984)
- Underwurlde (1984)
- Knight Lore (1984)
- Nightshade (1985)
- Gunfright (1985)
- Cyberun (1986)
- Pentagram (1986)